# Purbatua (Sayur Matinggi)
Purbatua is een bestuurslaag in het regentschap Tapanuli Selatan van de provincie Noord-Sumatra, Indonesië. Purbatua telt 1298 inwoners (volkstelling 2010).